# Esteban Alvarado
Pour les articles homonymes, voir Alvarado.
Esteban Alvarado, né le 28 avril 1989 à Siquirres, est un footballeur international costaricien. Il joue au poste de gardien de but au CS Herediano.

## Biographie

### En club

#### Débuts au Costa Rica
Esteban Alvarado commence le football dans le club costaricien du SD Santos en 2001. Il reste 4 ans dans ce club jusqu'en 2005 avant de partir pour le plus grand club costaricien, le Deportivo Saprissa, où il joue dans les différentes équipes de jeunes jusqu'en 2008.
Il fait ses débuts en professionnel le 29 novembre 2009 face au Municipal Liberia. Lors du premier semestre 2010, il dispute trois rencontres et remporte le Tournoi de clôture du championnat du Costa Rica 2010.

#### AZ Alkmaar
En janvier 2010, il signe un contrat de cinq ans en faveur du club néerlandais de l'AZ Alkmaar, effectif à partir de l'été. En raison des blessures de Sergio Romero et de Joe Didulica, il fait ses débuts le 12 février 2011 lors d'une défaite 4-0 contre le PSV Eindhoven.
Mais ses performances remarquées à la Coupe du monde des moins de 20 ans ont attiré l'œil des recruteurs européens, les Néerlandais d'AZ Alkmaar le recrute pour la saison 2010-11. Malgré les quatre buts encaissés, la performance d'Esteban est remarquée. Romero étant toujours absent, Alvarado joue les cinq match suivants, dont notamment un clean-sheet contre Heerenveen. Alors qu'il est censé retrouver le banc après la rémission de Romero, Alvarado rentre en retard du Costa Rica et est sanctionné d'une absence du groupe pour le match.
Lors de la saison suivante, il est propulsé titulaire après le départ de Sergio Romero à la Sampdoria et la retraite anticipée de Joe Didulica. Il dispute son premier match continental dans le cadre des qualifications à la Ligue Europa face au FK Jablonec le 28 juillet 2011. Il est élu meilleur joueur du club pour le mois de novembre 2011.
Le 21 décembre 2011, au cours d'un match de Coupe face à l'Ajax Amsterdam, il est attaqué par un spectateur à la 36e minute en jeu. Après que ce dernier ait tenté de lui mettre un coup de pied, Esteban Alvarado lui adresse deux coups de pied alors que l'agresseur est au sol. Il est en conséquence exclu, puis le match est abandonné, l'entraîneur de l'AZ Gertjan Verbeek estimant que ces joueurs n'étaient plus en sécurité. Le spectateur qui a agressé Alvarado, Wesley van W., est ensuite condamné à quatre mois de prison plus deux avec sursis. Il doit aussi suivre un traitement pour l'alcoolémie, et se présenter à la police lors de tous les matchs de l'AZ, de l'Ajax et des Pays-Bas pendant les deux prochaines années. Le match est finalement rejoué le 19 janvier 2012 devant un public composé d'enfants, et l'AZ, mené par Alvarado, remporte le match 3-2.
En 2013, Esteban et ses coéquipiers remportent la Coupe des Pays-Bas, dominant le PSV Eindhoven en finale par 2 buts à 1. Quelques mois plus tard, Alkmaar perd la finale de la Supercoupe contre l'Ajax (3-2).
Alors qu'il n'a pas manqué de matchs depuis trois ans, il manque deux mois de compétition en début de saison 2014-2015 en raison d'une blessure à un genou puis d'une grippe,.
En janvier 2015, alors que son contrat arrive à expiration à la fin de la saison, il fait savoir au club qu'il ne désire pas prolonger son bail.

#### Trabzonspor
Le 6 août 2015, il signe un contrat de deux saisons en faveur de Trabzonspor. Il fait ses débuts sous ses nouvelles couleurs le 2 octobre 2015 contre Konyaspor. En Turquie, il est la doublure du capitaine Onur Kıvrak, et doit se contenter de jouer les matchs de coupe. Il quitte le club à la fin de l'année 2018.

### En équipe nationale
En 2009, Esteban participe à la Coupe du monde des moins de 20 ans en Égypte, il y dispute 7 matchs. Le Costa Rica terminera quatrième de la Coupe du monde.
Lors de ce tournoi il même élu meilleur gardien du tournoi, les sirènes européennes ne vont pas tarder à s'intéresser à lui.
Le 11 août 2010, il honore sa première sélection avec le Costa Rica en match amical contre le Paraguay (0-2).
Le 3 novembre 2022, il est sélectionné par Luis Fernando Suárez pour participer à la Coupe du monde 2022.

## Palmarès

### En club
- Deportivo Saprissa
  - Champion du Costa Rica en 2010 (clôture).

- AZ Alkmaar
  - Vainqueur de la Coupe des Pays-Bas en 2013.

- CS Herediano
  - Champion du Costa Rica en 2019 (ouverture) et en 2021 (ouverture).

### En sélection nationale
- Costa Rica - 20 ans
  - Coupe du monde - 20 ans
    - Quatrième : 2009.

### Distinction personnelle
- Élu meilleur gardien de la Coupe du monde des moins de 20 ans 2009.

## Carrière
| Saison      | Club               | Pays             | Championnat | Coupe nationale | Coupe continentale | Sélection Costa Rica |
| ----------- | ------------------ | ---------------- | ----------- | --------------- | ------------------ | -------------------- |
| 2008 - 2009 | Deportivo Saprissa | Primera División | -           | -               | -                  | -                    |
| 2009 - 2010 | Deportivo Saprissa | Primera División | 4 matchs    | -               | -                  | -                    |
| 2010 - 2011 | AZ Alkmaar         | Eredivisie       | 6 matchs    | -               | -                  | 2 matchs             |
| 2011 - 2012 | AZ Alkmaar         | Eredivisie       | 34 matchs   | 5 matchs        | 16 matchs (C3)     | -                    |
| 2012 - 2013 | AZ Alkmaar         | Eredivisie       | 34 matchs   | 6 matchs        | 2 matchs (C3)      | -                    |

Dernière mise à jour le 1er juin 2013